# 三水区站
三水区站，又称三水河口站，位于中国广东省佛山市三水区西南街道河口社区车仔路，建于1902年，1997年7月17日公布为三水市文物保护单位，2006年10月25日列入第四批佛山市文物保护单位。

## 历史
1901年12月，清政府修建广州至三水的支线，至1903年完成，三水站位于广东省三水市河口镇，是广三铁路上的一个三等站、终点站，是广东省目前保留下来的最早的火车站舍。1980年代，改称三水西站；1994年，更名为三水南站。1990年代，三水站停止客运业务，仍为货运站。1997年7月17日，广三铁路三水站被三水市人民政府列为重点文物保护单位，將變成鐵路博物館。

## 现状
车站现已撤销，不再承担铁路运输任务，连接干线的铁路路轨也已拆除。车站老站房则作为文物保护单位得以保留。现今，车站旧址已建成河口百年火车站主题公园对外开放，现场停放有旧蒸汽机车及客运列车车厢，并建有广三铁路历史展览馆陈列相关历史。

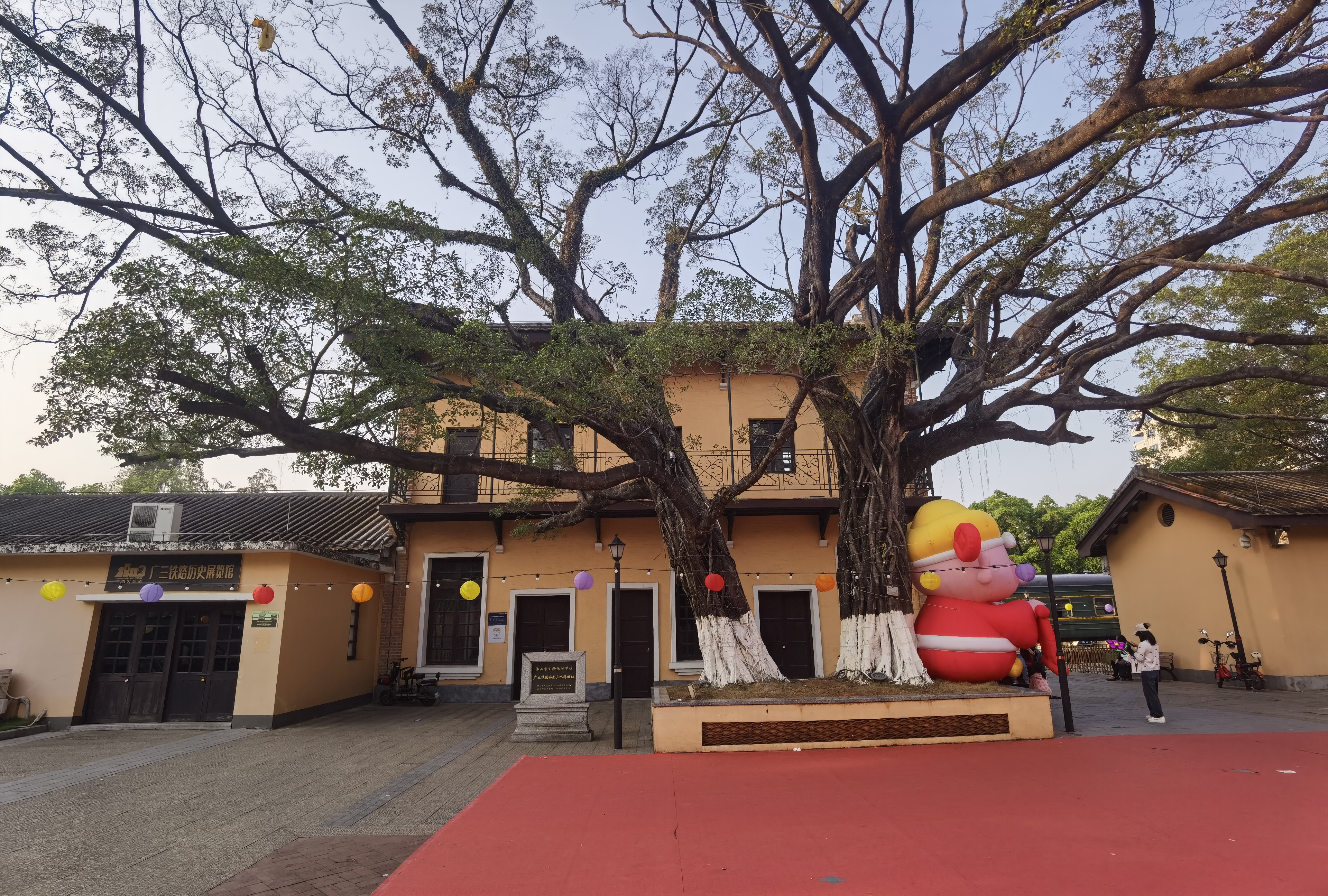
2025年3月，作为文物修葺一新的车站站房